# Jodel D9
Die Jodel D.9 Bébé ist ein Sportflugzeug der französischen Konstrukteure Édouard Joly und Jean Délémontez, das ab den späten 1940er Jahren von Avions Jodel hergestellt wurde.

## Geschichte
Die D9 wurde ab 1947 als einsitziges Sportflugzeug mit offenem Cockpit entwickelt. Der erste Prototyp mit dem Kennzeichen F-WEPF hatte im Januar 1948 in Beaune seinen Erstflug. Die Serienproduktion lief in den 1950er und 60er Jahren sowohl bei Jodel in Beaune, als auch bei Wassmer in Issoire. Ab 1952 wurde die Maschine auch in Deutschland von Amateurflugzeugbauern nachgebaut, erhielt aber erst 1958 ihre Zulassung. Insgesamt wurden etwa 500 Exemplare im Amateurbau hergestellt, hierfür stand ein großes Sortiment an Fertigteilen und Halbfabrikaten zur Verfügung.
1950 wurde die D9 zur zweisitzigen Jodel D11 weiterentwickelt.

## Konstruktion
Die D9 ist ein aus Holz gefertigter freitragender Tiefdecker mit kastenförmigem Rumpf und rechteckigen Tragflächen mit um etwa 14° nach oben abgewinkelten Außenflügeln. Die einholmigen Tragflächen waren einteilig durchgehend ausgeführt. Das feste Spornradfahrwerk war freitragend und besaß mit Gummielementen ausgestattete Federbeine und in der frühen Ausführung einen Federsporn.
Der Prototyp wurde von einem Zweizylinder-Boxermotor Poinsard mit 18 kW Leistung angetrieben. Die Maschine konnte jedoch mit einer Vielzahl unterschiedlicher Triebwerke ausgerüstet werden. Hierzu gehörten z. B. der 35 PS (25 kW) ABC-Scorpion und der 30 PS (22 kW) Minié. Später kamen Motoren mit bis zu 48 kW Leistung zum Einsatz.
Bei den in Deutschland gebauten Exemplaren wurde ein Vierzylinder-Boxermotor von Volkswagen mit 19 bis 29 kW eingesetzt. Die Version mit dem 26 PS (19 kW) VW-Motor wurde als Jodel D.92 bezeichnet.

## Technische Daten
| Kenngröße             | Daten                   |
| --------------------- | ----------------------- |
| Besatzung             | 1                       |
| Länge                 | 5,45 m                  |
| Spannweite            | 7,00 m                  |
| Höhe                  | ? m                     |
| Flügelfläche          | 9,2 m²                  |
| Flügelstreckung       | 5,3                     |
| Leermasse             | 162 kg                  |
| max. Startmasse       | 272 kg                  |
| Reisegeschwindigkeit  | 130 km/h                |
| Höchstgeschwindigkeit | 150 km/h; vNE: 200 km/h |
| Steigrate             | 2,1 m/s                 |
| Tankinhalt            | ca. 25 l                |
| Reichweite            | 460 km                  |
| Triebwerke            | ein VW-Motor mit 19 kW  |